# Heinrich Gaedertz
Heinrich Gaedertz (* 1813 in Lübeck; † 1904 ebenda) war ein Lübecker Kaufmann und Politiker.

## Leben
Heinrich Gaedertz war der erste Sohn des Lübecker Kaufmanns und Senators Johann Heinrich Gaedertz und seiner Ehefrau Salome Croll. Er arbeitete als Schiffsmakler in Lübeck und wurde im Revolutionsjahr 1848 Mitglied der Bürgerschaft der Hansestadt Lübeck. Durch die Versteigerung der Kunstsammlung seines Vaters 1864 gelangten er und seine Geschwister zu einem erheblichen Vermögen. Sein Engagement für das Gemeinwohl der Stadt ist in mehreren Vorträgen schriftlich überliefert, zudem bestimmte er in seinem Testament eine neu zu errichtende gemeinnützige Stiftung zu seiner Erbin. 
Heinrich Gaedertz erhielt ein Ehrengrab auf dem Burgtorfriedhof. Er war mit Hjertha Walcke-Schuldt verheiratet. Der Jurist Theodor Gaedertz war sein jüngerer Bruder.

## Heinrich-Gaedertz-Stift

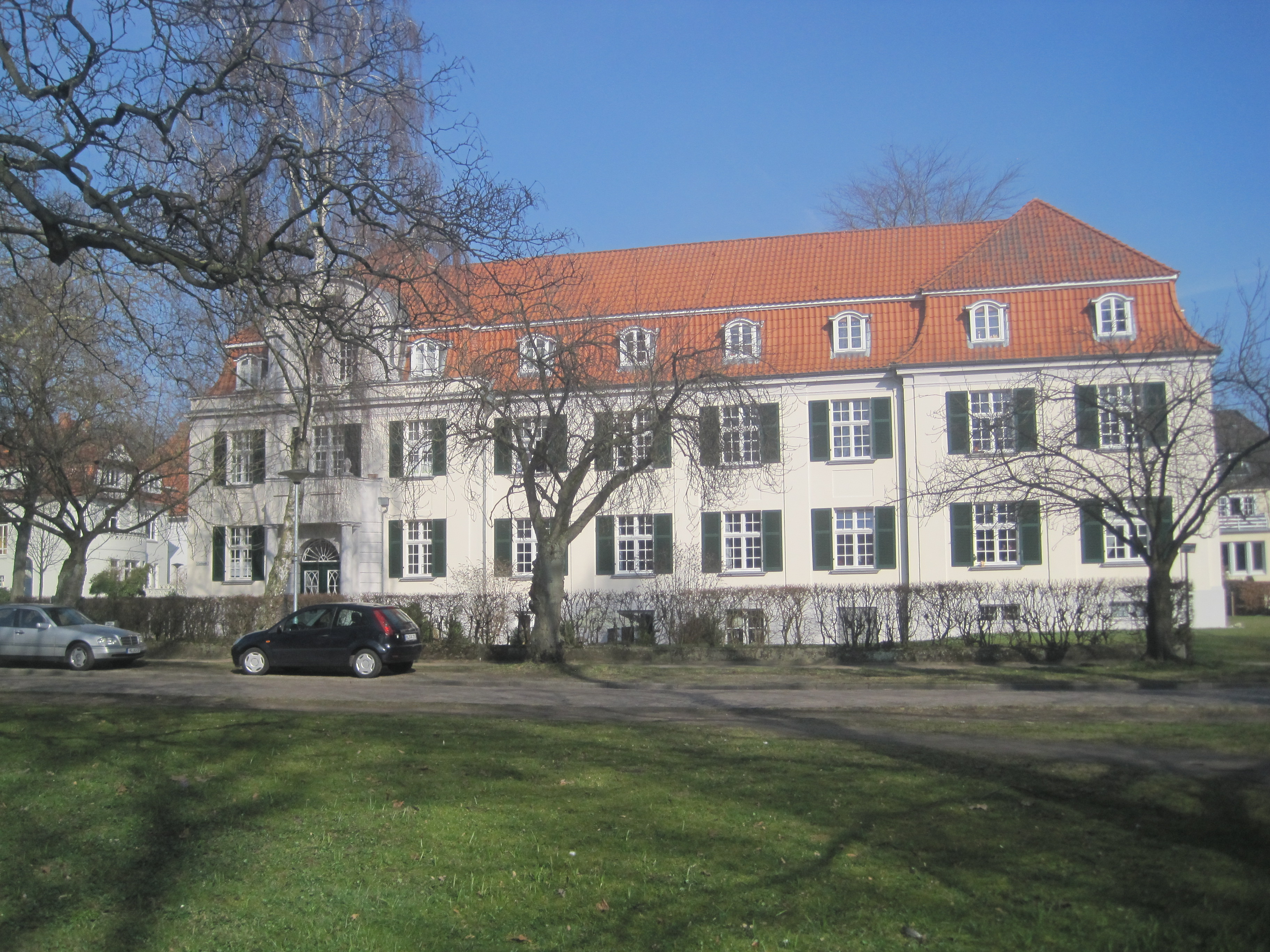
Heinrich-Gaedertz-Stift

Das heute noch bestehende Heinrich-Gaedertz-Stift wurde von der Stiftung bis 1909 in der Curtiusstraße 3–5 am Lübecker Stadtpark errichtet. Es steht heute als Kulturdenkmal unter Denkmalschutz und wurde 2012 durch den Lübecker Bauverein mit Unterstützung der Possehl-Stiftung saniert, da die Gaedertz-Stiftung einen großen Teil ihres ursprünglichen Vermögens von 800.000 Goldmark in der Inflation zwischen den Weltkriegen verloren hatte. Gleichwohl ist die rechtsfähige Stiftung bürgerlichen Rechts heute noch selbstständig.
Begünstigt waren ursprünglich „würdige und bedürftige Männer, die dem Kaufmanns- oder Seemannsstande angehören“; sie sollten „freie Wohnung und Heizung und freies Mittagessen erhalten“. Damit gab es erstmals in Lübeck ein Heim für „gebildete alte Männer“, denen bisher nur das Heiligen-Geist-Hospital zur Verfügung stand, während die Stiftshöfe wie der Füchtingshof und der Haasenhof Frauen vorbehalten waren. Heute wird das Stift von älteren Männern und Frauen bewohnt, die Miete zahlen.

## Schriften
- Plaudereien und gemeinnützige Anregungen, H.G. Rahtgens, Lübeck 1892
- Betrachtungen über die Zukunft Lübecks: Vortrag, Lübeck 1898
- Aus meiner Geburtstagsmappe: zur Erinnerung an den 90. Geburtstag von Heinrich Gaedertz, Abel, Lübeck 1903